# Pseudoscopelus astronesthidens
Pseudoscopelus astronesthidens és una espècie de peix de la família dels quiasmodòntids i de l'ordre dels perciformes.

## Etimologia
Pseudoscopelus prové dels mots grecs pseudes (fals) i skopelos (un peix llanterna), mentre que astronesthidens fa referència a la forma característica que presenten les seues dents premaxil·lars marginals, les quals s'assemblen a la dentició del gènere Astronesthes de la família dels estòmids (estomiformes).

## Descripció
El cos, allargat, fa 15 cm de llargària màxima. 7-8 espines i 23-28 radis tous a les dues aletes dorsals i 23-28 radis tous a l'anal. Aletes pectorals moderadament allargades i amb 10-14 radis tous. Línia lateral no interrompuda. 36-37 vèrtebres. Presència de dents a la llengua. Cap branquiespina en el primer arc branquial (o força petites si n'hi ha). Fotòfors maxil·lars normalment ben desenvolupats. Mandíbula superior allargada.

## Hàbitat i distribució geogràfica
És un peix marí i batipelàgic (entre 1.110 i 1.250 m de fondària), el qual viu a l'Atlàntic nord.

## Observacions
El seu índex de vulnerabilitat és de baix a moderat (26 de 100).